# 財技
財技 是集合了法律、財務會計和市場學的一種專門技能。常用於上市公司、外匯市場、金市、期貨市場、衍生工具之運作等。

## 相關
- 供股集資
- 內幕交易
- 托市
- 沽空
- 倒賣
- 借殼上市
- 企業私有化
- 槓桿收購
- 利率掉期
- 支票輪

## 外部参考
- 方卓如之《易容財技》[永久][永久]